# Staminode

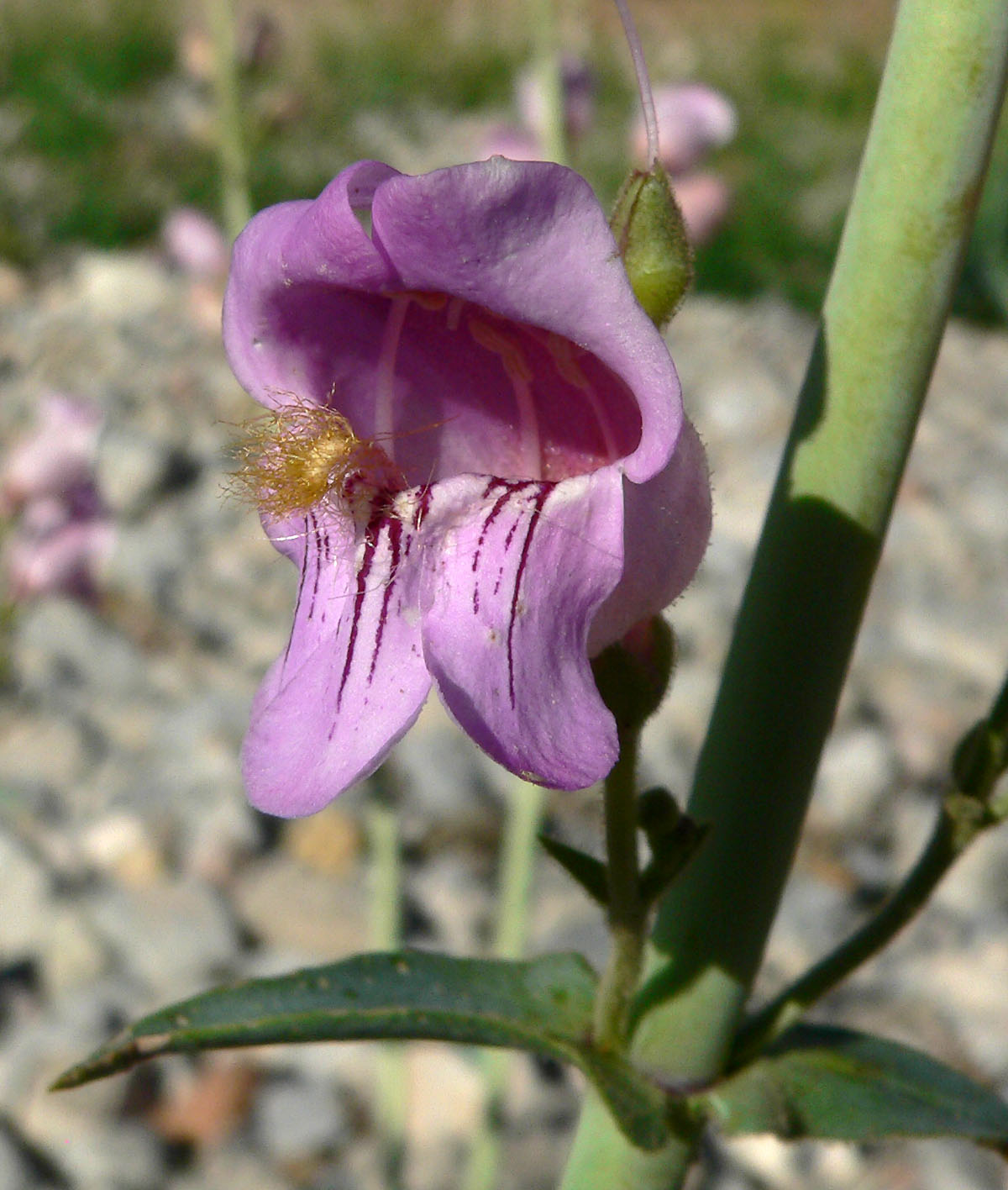
Staminode glandulaire sur une fleur de Penstemon palmeri.

En botanique, un staminode est une étamine stérile ou avortée, souvent rudimentaire. Elle ne produit pas de pollen. Les staminodes, souvent discrets et semblables aux étamines, sont habituellement disposés en verticille dans la corolle de la fleur ; dans certains cas, ils sont assez longs pour en dépasser.
Quelquefois, les staminodes sont modifiés pour produire du nectar, comme dans le genre Hamamelis (les Hamamélis).
Les staminodes peuvent être une caractéristique essentielle pour la différenciation entre les espèces, par exemple dans le genre d'orchidées Paphiopedilum, et parmi les espèces du genre Penstemon.
Dans le cas des cannas, les pétales sont atrophiés et ce sont des staminodes hautement modifiés qui ressemblent à des pétales.

## Photographies

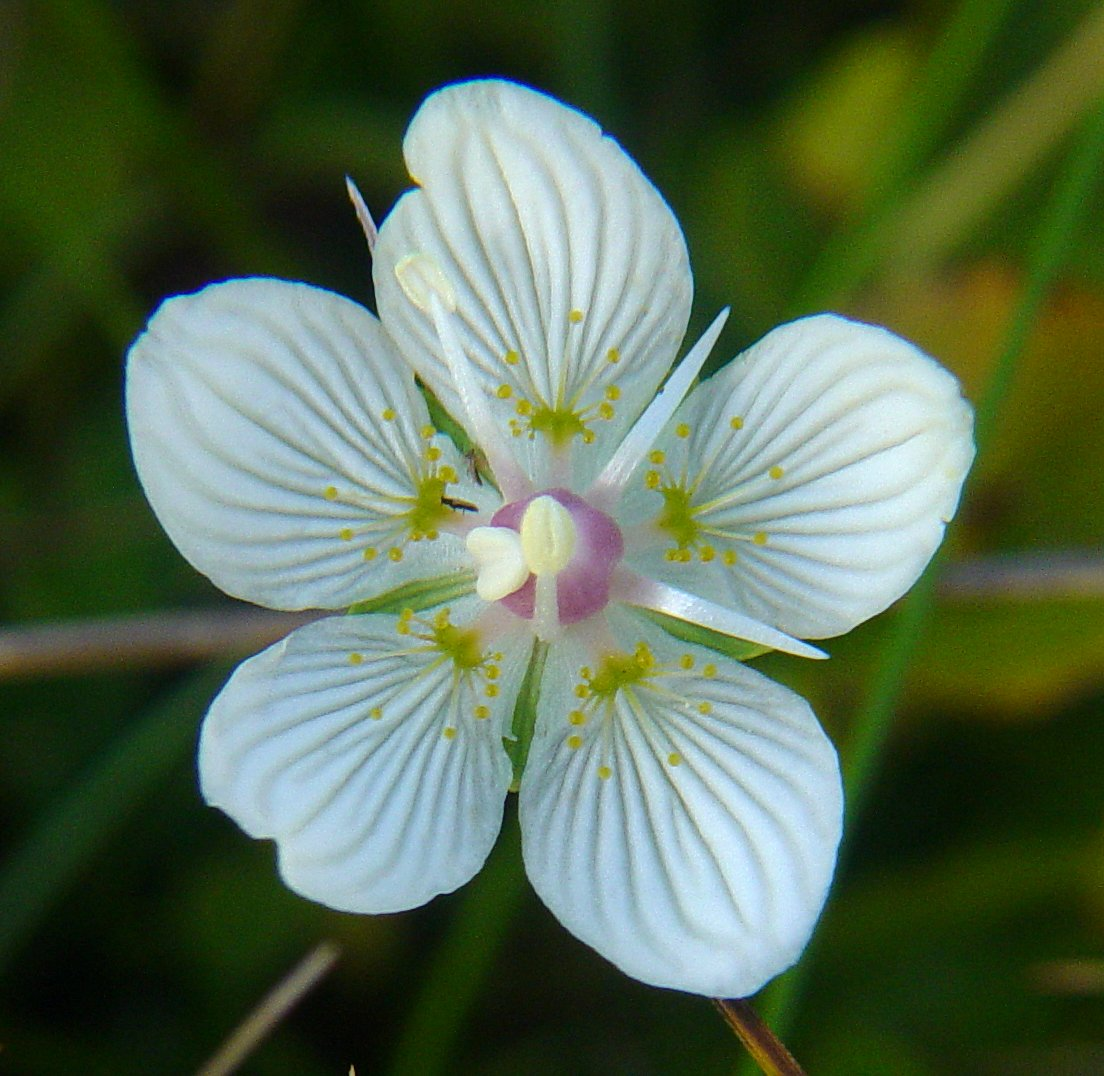
Staminodes sur une fleur de Parnassia palustris

## Référence
- (en) Cet article est partiellement ou en totalité issu de l’article de Wikipédia en anglais intitulé « Staminode » (voir la liste des auteurs).